# ニコライ・モロゾフ
ニコライ・アレクサンドロヴィチ・モロゾフ（ロシア語:Никола́й Алекса́ндрович Моро́зов, ラテン文字:Nikolai Alexandrovich Morozov、1975年12月17日 - ）は、ロシア生まれ、アメリカ在住のフィギュアスケートコーチ、振付師。1990年代にはアイスダンスの選手として活躍し、ベラルーシ代表としてタチアナ・ナフカと組んで1998年長野オリンピックに出場した。フィギュアスケーターのカロリヌ・ドゥアラン、アイスダンスの2003年世界チャンピオンでフィギュアスケート振付師のシェイリーン・ボーンはいずれも元妻。3人目の妻となったのはペア・アイスダンス選手であるワシリーサ・ダワンコワ。ワシリーサは、2019年に離婚していることをインタビューで語った。

## 経歴
16歳までヴィクトール・クドリャフツェフに指導を受けていたシングルの選手だったが、同門のイリヤ・クーリックの前に限界を感じアイスダンスに転向。1994年世界選手権にアゼルバイジャン代表として出場。1998年にはベラルーシ代表としてタチアナ・ナフカとともに1998年長野オリンピックに出場、16位となった。この年を最後に競技生活から退く。
引退後はタチアナ・タラソワのアシスタントとなり、間もなく振付師としての才能を示し始めた。1999-2000シーズンのバーバラ・フーザル＝ポリ & マウリツィオ・マルガリオ組『ロード・オブ・ザ・ダンス』、そして2000-2001シーズン、アレクセイ・ヤグディン『グラディエーター』で脚光を浴び、翌2001-2002シーズンには『Winter』、『仮面の男』でヤグディンを世界トップに返り咲かせた。2003年にタラソワと袂を分かち独立。その後、荒川静香をトリノオリンピック金メダリストに、安藤美姫を不調から立ち直らせて2007年と2011年の世界選手権優勝に、髙橋大輔を2007年世界選手権2位に導くなどの実績を残している。
近年では振付師を中心に活動。

## コーチ・振付師としての特徴
ニュージャージー州ハッケンサックにある「アイスハウス」を拠点として指導にあたっている。自身がアイスダンスの選手だったこともあり、ステップに力を入れている。氷の上で動きを実際に行えるのが特長。
振付師としては、音楽、要素、動きなど、そのスケーターに一番合うものを選んで構成したいという考えを持っている。作品は選手をよく観察したうえで作られ、選手の欠点を補い長所を目立たせるものと評されている。確実に点を取る構成とドラマチックさ、フェイスラインを撫でる振り付けが特徴とされる。

## 主な作品
- アレクセイ・ヤグディン（男子シングル）2000-2001シーズン『グラディエーター』[1]、2001-2002シーズン『ウィンター』[1]、『仮面の男』[1][2]
- 本田武史（男子シングル）2002-2003シーズン『リバーダンス』、2005-2006シーズン『ロミオとジュリエット』、『トスカ』
- シェイ＝リーン・ボーン & ヴィクター・クラーツ（アイスダンス）2002-2003シーズン『アダージョ』[2]
- 荒川静香（女子シングル）2002-2003シーズン『白鳥の湖』[1][2]、2005-2006シーズン『トゥーランドット』[1][6]
- エレーナ・グルシナ & ルスラン・ゴンチャロフ（アイスダンス）2004-2005シーズン『四季』[2]
- ミシェル・クワン（女子シングル）2003-2004シーズン『アランフエス協奏曲』[2]
- 髙橋大輔（男子シングル）2006-2007シーズン『オペラ座の怪人』[1][6]、『白鳥の湖』[1]
- 安藤美姫（女子シングル）2006-2007シーズン『シェヘラザード』[1][6]
- 織田信成（男子シングル）2009-2010シーズン『死の舞踏』[1][6]、『チャールズ・チャップリンメドレー』[1]